# Parteiidentifikation
Parteiidentifikation beschreibt in der Wahlforschung eine langfristig stabile, affektive Bindung an eine politische Partei. Diese Bindung wird meist in der frühen Phase der politischen Sozialisation erworben und im Laufe des Lebens intensiviert.
Je stärker sich ein Wähler mit einer Partei identifiziert, desto größer ist die Wahrscheinlichkeit, dass er diese Partei wählt. Sollte er sich dennoch gelegentlich für eine andere Partei entscheiden, so ist es bei starker Identifikation doch wahrscheinlich, dass er zu seiner Partei zurückkehrt. 
Parteiidentifikation wirkt sich, gleich welcher Partei man sich zugehörig fühlt, positiv auf die Wahlbeteiligung aus.
In verschiedenen Modellen der empirischen Wahlforschung, besonders in dem von Angus Campbell und seinen Kollegen Philip E. Converse, Warren E. Miller und Donald E. Stokes in ihrem Werk The American Voter entworfenem Ann Arbor-Modell, nimmt die Parteiidentifikation eine wichtige Stellung ein. So setzte sich in den 1970er Jahren in der Bundesrepublik eine auch heute noch verwendete Fragestellung durch, die das Konzept der Parteiidentifikation abzubilden versucht: „Viele Leute in der Bundesrepublik neigen längere Zeit einer bestimmten Partei zu, obwohl sie auch ab und zu eine andere Partei wählen. Wie ist das bei Ihnen? Neigen Sie - ganz allgemein gesprochen - einer bestimmten Partei zu?“ 
Die Stärke der Parteiidentifikation wird häufig auf einer Ordinalskala „sehr stark“, „stark“, „mittelmäßig“, „ziemlich schwach“ und „sehr schwach“ abgebildet.
Dealignment bezeichnet in der Wahlforschung den über Staatsgrenzen hinweg feststellbaren Prozess des Abnehmens von Parteiidentifikationen.
Der von der Bertelsmann-Stiftung benutzte Begriff Parteiidentität ist enger gefasst. Als Wahlberechtigte mit einer „positiven Parteiidentität“ gelten für die Stiftung nur diejenigen, die angeben, dass sie „eine Partei ‚auf jeden Fall‘ und damit bei jeder Wahl, egal ob auf Europa-, Landes- oder Kommunalebene wählen würden“. Der Anteil der Menschen mit einer „positiven Parteiidentität“ in diesem Sinne betrage in den zwölf größten Ländern der Europäischen Union 2019 nur noch ca. 6 Prozent der Wähler der Parteien. Stärker ausgeprägt seien „negative Parteiidentitäten“, d. h. der Wunsch, dass eine bestimmte Partei auf keinen Fall der kommenden Regierung angehören möge. Der Bertelsmann-Stiftung zufolge hätten 49 Prozent der Wahlberechtigten in den zwölf Ländern der EU mindestens eine „negative Parteiidentität“.